# Leioproctus crenulatus
Leioproctus crenulatus är en biart som beskrevs av Michener 1965. Leioproctus crenulatus ingår i släktet Leioproctus och familjen korttungebin. Inga underarter finns listade i Catalogue of Life.

## Bildgalleri

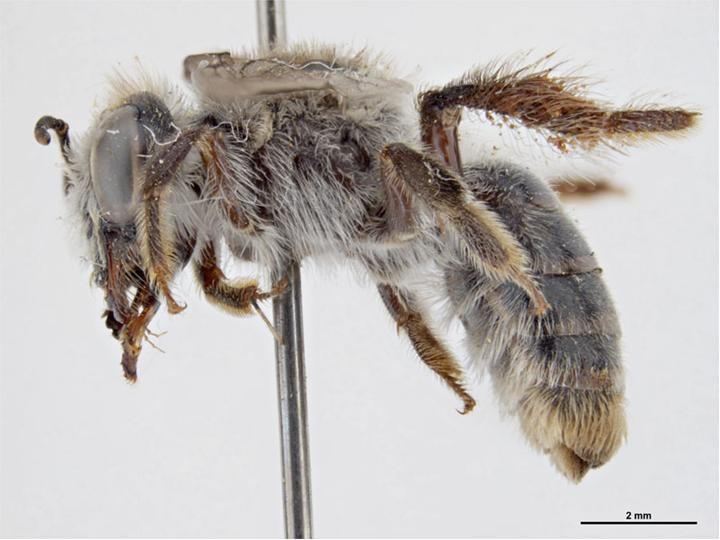
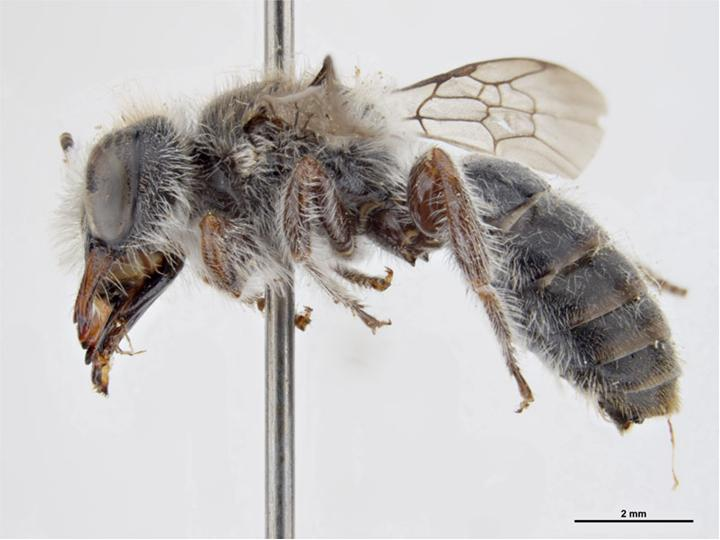